# Blunk
Blunk er en by og en kommune i det nordlige Tyskland, beliggende i Amt Trave-Land under Kreis Segeberg. Kreis Segeberg ligger i den sydøstlige del af delstaten Slesvig-Holsten.

## Geografi
Landsbyen Blunk ligger ni kilometer nord for Bad Segeberg ved sydvestenden af naturpark Holsteinische Schweiz. Tre kilometer mod vest går Bundesstraße B 404/A 21 fra Bad Segeberg mod Kiel, ti kilometer mod syd går B 206 fra Bad Segeberg mod Lübeck. Fra 1911 til 1961 havde Blunk jernbanestation på Kleinbahn Kiel–Segeberg.
Blunk ligger på en bakke, på hvis østlige side Blunker See ligger i et skov- og englandskab. Ved vestenden af Blunk ligger en lavning hvor Limes Saxoniae går gennem. Denne blev rejst omkring 810 af saksere som beskyttelse mod de slaviske obotritter i det østlige Schleswig-Holstein.